# 野人：纽沃斯之战
野人：纽沃斯之战（Savage: The Battle for Newerth）是科学奇幻电脑游戏完整糅合即时战略和第一人称射击两种电子游戏类型，是世界上第一个多人在线战略射击游戏Real Time Strategy Shooter (RTSS)文明崩溃后只有暴力科技的人类遭遇拥有魔法武装的兽族。2003年发布，在2006年11月1日变成免费软件。官方的名义续作发布同年即成为免费游戏，然两者玩法差异较大。

## 游戏特性
Savage是单纯的网络游戏，没有单人游戏模式。地图大小不定，通过扩展可以支持3个集团，但是只有人类、兽人两种阵营。战争的最终目的破坏是双方的要塞，人类的"Stronghold"或者兽人的"Lair"这两种建筑物。双方各有一个统率全局的指挥官，使用自上而下的视角观察战场，可以设置建筑位置，指挥工人，设定好了，非攻城单位或工人都可以建设；一方最多拥有10个工人战场覆盖有迷雾；人类拥有探测器(sensor)可以持续探查特定区域。玩家在再生前，可以预先选择装备/物品/兵种，甚至成为指挥官（如果空缺或允许），也可以从再生点返回此页面。

### 指挥官
负责建设和发展，并且即时把握住战机启动建设外部再生点和统筹进攻防御而且可以在团队共用的小地图上使用画线的方式指示，选定单位指示具体的移动/攻击方位，还可以给予此单位特殊的能力，比如短时提升能力；兽人可以布置传送门。要塞和外部再生点可以用红宝石生产工人，最多10个。工人听令于指挥官。

### 战场单位
在支持最多148个单位同时战斗（指挥官也上场），类似一个集体作战的动作游戏(原版远程武器为第一人称视角)。
指挥官可以在地图上划点指挥，战场单位能听到指挥官的命令，接受指挥官给予的特殊能力。除了攻城单位和工人，双方都有特殊技能：兽人快速跃进能力，人类格档正面能力。
默认的基本单位和其升级的单位，可以参与建设采矿，装备物品。攻城单位（Siege Unit）中，人类的弩车和投石车都可以拆卸，变成为最基本的单位跑出来。

### 资源
有2种矿藏可以由玩家单位和工人挖掘，黄金可以战斗生成；红宝石广泛在建筑和研究中使用，但只能从特别的红宝石矿藏中获取。

## 社区活动

### Savage Full Enhancement
Savage Full Enhancement (SFE) 是社区扩展包更新了GUI添加功能，如支持3──4个队伍的能力，对决型地图，夺旗模式和近乎双倍的设置选项，而且避免了作弊和其他不合理的东西，这个MOD在2007年一月放出前名为Savage Enhancement Project (SEP)。其他改进包括lag补偿，天气效果，还有些小方面. 2007年6月27日，Newerth社区宣布维护SFE.

### Savage XR
2007年7月接手SFE SDK之后，Newerth社区在2007年9月30日放出Savage XR预览增强了游戏用的Silverback引擎，使其达到最新世代图像效果。并且镶入了Samurai Wars这个2004年发布的官方MOD，此游戏模组展现的是战国时期的日本，拥有完全不同的科技树。2009年2月13日释放了beta下载。内置自动升级程序，支持Windows和Linux 。接着，Newerth社区宣布使用Bullet物理引擎镶入游戏，使得所有物件可动，并逐步扩展到人物。最新版本是1.0，2012年9月17日发布。2013年1月6日宣布嵌入至Desura平台。 

### 社区续作
官方续作野人2：邪灵实际是不同方式的游戏。有资深玩家已经开始着手同游戏方式的新游戏研发，使用Unity3D游戏引擎。　

## 媒体评价
| 汇总媒体     | 得分 |
| ------------ | ---- |
| GameRankings | 78%  |
| Metacritic   | 75%  |

| 媒体      | 得分   |
| --------- | ------ |
| Eurogamer | 8/10   |
| GameSpot  | 7.1/10 |
| IGN       | 8.7/10 |

Eurogamer给与Savage8/10的分数，着重强调了技术问题和完全缺失的入门教程，但高度评价即时战略方面的特性，以及多样化的玩家风格和外观。（而XP最终在发布10年之后补全了入门教程）
Savage是IGF 2004 塞尤玛斯·麦克纳利、观众选择、优秀技术三大奖项得主。

## 其他
- 野人2：邪灵
- S2 Games